# Люк Робітайл
Люк Робітайл (англ. Luc Robitaille, нар. 17 лютого 1966, Монреаль) — колишній канадський хокеїст, що грав на позиції крайнього нападника. Грав за національну збірну команду Канади.
Член Зали слави хокею з 2009 року. Володар Кубка Стенлі. Провів понад тисячу матчів у Національній хокейній лізі.

## Ігрова кар'єра
Хокейну кар'єру розпочав 1983 року в ГЮХЛК.
1984 року був обраний в драфті НХЛ під 171-м загальним номером командою «Лос-Анджелес Кінгс». Загалом провів 1590 матчів у НХЛ, включаючи 159 ігор плей-оф Кубка Стенлі.
Протягом професійної клубної ігрової кар'єри, що тривала 21 рік, захищав кольори команд «Лос-Анджелес Кінгс», «Піттсбург Пінгвінс», «Нью-Йорк Рейнджерс» та «Детройт Ред-Вінгс».
Був гравцем молодіжної збірної Канади, у складі якої брав участь у 7 іграх. Виступав за національну збірну Канади, провів 16 ігор в її складі.

## Нагороди та досягнення
- Друга збірна усіх зірок ГЮХЛК — 1985
- Кубок Президента ГЮХЛК — 1986
- Гі Лефлер Трофі — 1986
- Перша збірна усіх зірок ГЮХЛК — 1986
- Гравець року КХЛ — 1986
- Меморіальний кубок команда усіх зірок — 1986
- Пам'ятний трофей Колдера — 1987
- Друга збірна усіх зірок НХЛ — 1987, 1992, 2001
- Перша збірна усіх зірок НХЛ — 1988, 1989, 1990, 1991, 1993
- Володар Кубка Канади — 1991
- Чемпіон світу — 1994
- Учасник матчу усіх зірок НХЛ — 1988, 1989, 1990, 1991, 1992, 1993, 1999, 2001
- Володар Кубка Стенлі — 2002

## Статистика

### Клубні виступи
| Сезон          | Клуб                 | Ліга           | Регулярна першість | Регулярна першість | Регулярна першість | Регулярна першість | Регулярна першість | Плей-оф | Плей-оф | Плей-оф | Плей-оф | Плей-оф |
| Сезон          | Клуб                 | Ліга           | І                  | Г                  | П                  | О                  | ШХ                 | І       | Г       | П       | О       | ШХ      |
| -------------- | -------------------- | -------------- | ------------------ | ------------------ | ------------------ | ------------------ | ------------------ | ------- | ------- | ------- | ------- | ------- |
| 1983–84        | Галл Олімпікс        | ГЮХЛК          | 70                 | 32                 | 53                 | 85                 | 48                 | —       | —       | —       | —       | —       |
| 1984–85        | Галл Олімпікс        | ГЮХЛК          | 64                 | 55                 | 94                 | 149                | 115                | 5       | 4       | 2       | 6       | 27      |
| 1985–86        | Галл Олімпікс        | ГЮХЛК          | 63                 | 68                 | 123                | 191                | 91                 | 15      | 17      | 27      | 44      | 28      |
| 1986–87        | «Лос-Анджелес Кінгс» | НХЛ            | 79                 | 45                 | 39                 | 84                 | 28                 | 5       | 1       | 4       | 5       | 2       |
| 1987–88        | «Лос-Анджелес Кінгс» | НХЛ            | 80                 | 53                 | 58                 | 111                | 82                 | 5       | 2       | 5       | 7       | 18      |
| 1988–89        | «Лос-Анджелес Кінгс» | НХЛ            | 78                 | 46                 | 52                 | 98                 | 65                 | 11      | 2       | 6       | 8       | 10      |
| 1989–90        | «Лос-Анджелес Кінгс» | НХЛ            | 80                 | 52                 | 49                 | 101                | 38                 | 10      | 5       | 5       | 10      | 12      |
| 1990–91        | «Лос-Анджелес Кінгс» | НХЛ            | 76                 | 45                 | 46                 | 91                 | 68                 | 12      | 12      | 4       | 16      | 22      |
| 1991–92        | «Лос-Анджелес Кінгс» | НХЛ            | 80                 | 44                 | 63                 | 107                | 95                 | 6       | 3       | 4       | 7       | 12      |
| 1992–93        | «Лос-Анджелес Кінгс» | НХЛ            | 84                 | 63                 | 62                 | 125                | 100                | 24      | 9       | 13      | 22      | 28      |
| 1993–94        | «Лос-Анджелес Кінгс» | НХЛ            | 83                 | 44                 | 42                 | 86                 | 86                 | —       | —       | —       | —       | —       |
| 1994–95        | «Піттсбург Пінгвінс» | НХЛ            | 46                 | 23                 | 19                 | 42                 | 37                 | 12      | 7       | 4       | 11      | 26      |
| 1995–96        | «Нью-Йорк Рейнджерс» | НХЛ            | 77                 | 23                 | 46                 | 69                 | 80                 | 11      | 1       | 5       | 6       | 8       |
| 1996–97        | «Нью-Йорк Рейнджерс» | НХЛ            | 69                 | 24                 | 24                 | 48                 | 48                 | 15      | 4       | 7       | 11      | 4       |
| 1997–98        | «Лос-Анджелес Кінгс» | НХЛ            | 57                 | 16                 | 24                 | 40                 | 66                 | 4       | 1       | 2       | 3       | 6       |
| 1998–99        | «Лос-Анджелес Кінгс» | НХЛ            | 82                 | 39                 | 35                 | 74                 | 54                 | —       | —       | —       | —       | —       |
| 1999–00        | «Лос-Анджелес Кінгс» | НХЛ            | 71                 | 36                 | 38                 | 74                 | 68                 | 4       | 2       | 2       | 4       | 6       |
| 2000–01        | «Лос-Анджелес Кінгс» | НХЛ            | 82                 | 37                 | 51                 | 88                 | 66                 | 13      | 4       | 3       | 7       | 10      |
| 2001–02        | «Детройт Ред-Вінгс»  | НХЛ            | 81                 | 30                 | 20                 | 50                 | 38                 | 23      | 4       | 5       | 9       | 10      |
| 2002–03        | «Детройт Ред-Вінгс»  | НХЛ            | 81                 | 11                 | 20                 | 31                 | 50                 | 4       | 1       | 0       | 1       | 0       |
| 2003–04        | «Лос-Анджелес Кінгс» | НХЛ            | 80                 | 22                 | 29                 | 51                 | 56                 | —       | —       | —       | —       | —       |
| 2005–06        | «Лос-Анджелес Кінгс» | НХЛ            | 65                 | 15                 | 9                  | 24                 | 52                 | —       | —       | —       | —       | —       |
| Усього в ГЮХЛК | Усього в ГЮХЛК       | Усього в ГЮХЛК | 197                | 155                | 270                | 424                | 256                | 20      | 21      | 29      | 50      | 55      |
| Усього в НХЛ   | Усього в НХЛ         | Усього в НХЛ   | 1,431              | 668                | 726                | 1394               | 1,177              | 159     | 58      | 69      | 127     | 174     |

### Збірна
| Рік                | Команда            | Турнір             | Місце              |    | І | Г | П  | О  | ШХ |
| ------------------ | ------------------ | ------------------ | ------------------ | -- | - | - | -- | -- | -- |
| 1986               | Канада             | МЧС                | 2                  | 7  | 3 | 5 | 8  | 2  |    |
| 1991               | Канада             | КК                 | 1                  | 8  | 1 | 2 | 3  | 10 |    |
| 1994               | Канада             | ЧС                 | 1                  | 8  | 4 | 4 | 8  | 2  |    |
| Молодіжна збірна   | Молодіжна збірна   | Молодіжна збірна   | Молодіжна збірна   | 7  | 3 | 5 | 8  | 2  |    |
| Національна збірна | Національна збірна | Національна збірна | Національна збірна | 16 | 5 | 6 | 11 | 12 |    |